# 張鉦
張鉦（1552年—1590年），字振甫，號涵溟，山東濟南府濱州人，軍籍，明朝政治人物。

## 生平
隆慶四年（1570年）庚午科山東鄉試第一名，萬曆八年（1580年）登庚辰科會試第一百七十一名，三甲一百九十名進士。刑部觀政，九年授汝宁府推官，十三年充本省乡试同考官，十五年升户部主事，十七年升宣府管粮郎中，十八年卒。

## 家族
曾祖張龍，曾任壽官；祖父張景春，曾任省祭官；父張增，曾任壽官。母王氏。具庆下。兄鑰、前烈、弟錫、鋭、錬、鉉、镟、鍾。